# Décret sur le tutoiement obligatoire
Considéré sous l'Ancien Régime comme grossier, le tutoiement est mis en exergue par les révolutionnaires français, comme pratique égalitaire et expression du lien universel unissant les êtres.
Le décret sur le tutoiement obligatoire dans les administrations est publié le 8 novembre 1793 (18 brumaire an II) par la Convention,. Adoptant le principe en usage dans la société des Amis, de supprimer toutes les distinctions hiérarchiques exprimées par la civilité, il impose l'usage du tutoiement entre tous les citoyens français, quels que soient leur métier, fonction ou position hiérarchique. La pratique disparaît sous la Convention thermidorienne.
Il n'y eut aucune obligation légale imposant le tutoiement hors administration. Le 11 novembre 1793 (21 brumaire an II), le député Claude Basire demanda qu'une loi fixe le tutoiement, son collègue Thuriot s'y opposa au nom de la liberté, et la Convention suivit. Le comité de Salut public avait cependant acclimaté cette pratique du tutoiement dans sa correspondance depuis la fin d'octobre, ce qui fut suivi pour des raisons faciles à imaginer. Ce fut après la chute de Robespierre, le 9 thermidor an II (27 juillet 1794), que la légende se propagea du tutoiement obligatoire, comme du port du bonnet phrygien. 